# Jakob Hougaard
|  | For fodboldspilleren, se Jakob Haugaard (fodboldspiller). For skuespilleren og det tidligere folketingsmedlem, se Jacob Haugaard. |
Jakob Hougaard (født 1. januar 1974) er dansk antropolog, og tidligere borgmester og medlem af Københavns Borgerrepræsentation for Socialdemokraterne. Jakob Hougaard er i dag direktør for Dansk Råstof, som arbejder med at hjælpe udsatte familier og mennesker langt fra arbejdsmarkedet.
Jakob Hougaard er student fra Tårnby Gymnasium og senere kandidat i antropologi fra Københavns Universitet. Han påbegyndte allerede sin politiske karriere i gymnasieårene, hvor han meldte sig ind i Danmarks Socialdemokratiske Ungdom (DSU). Her avancerede han hurtigt til at blive formand for DSU København og senere næstformand for DSU's landsorganisation.
Hougaard blev valgt til Københavns Borgerrepræsentation ved valget i 2001 med 2.108 personlige stemmer. Fra 2006 til 2009 var Jakob Hougaard beskæftigelses- og integrationsborgmester i København. 
I sit virke som antropolog har han blandt andet bidraget til Magtudredningen med "Politikeren på scenen" i bogen "Folkets repræsentanter. Et antropologisk blik på Folketinget". Siden 2010 har han arbejdet som udviklingskonsulent i Dansk Råstof.